# Norellisoma mirusae
Norellisoma mirusae är en tvåvingeart som beskrevs av Sifner 1974. Norellisoma mirusae ingår i släktet Norellisoma och familjen kolvflugor. Inga underarter finns listade i Catalogue of Life.